# 多萝西·波因顿-希尔
多萝西·波因顿-希尔（英語：Dorothy Poynton-Hill，1915年7月17日—1995年5月18日），美国女子跳水运动员。她曾代表美国参加1928年、1932年和1936年夏季奥林匹克运动会跳水比赛，获得二枚金牌、一枚银牌和一枚铜牌。